# Thalassa montezumae
Thalassa montezumae är en skalbaggsart som beskrevs av Étienne Mulsant 1850. Thalassa montezumae ingår i släktet Thalassa och familjen nyckelpigor. Inga underarter finns listade i Catalogue of Life.